# Yasenivski
Yasenivski (en ucraniano: Ясенівський, romanizado: Yasenivskyi; en ruso: Ясеновский, romanizado: Yasenovski) es un asentamiento urbano ucraniano perteneciente al óblast de Lugansk. Situado en el este del país, hasta 2020 era parte del área municipal de Rovenki, pero hoy es parte del raión de Rovenki y del municipio (hromada) de Rovenki.
El asentamiento se encuentra ocupado por Rusia desde la guerra del Dombás, siendo administrado como parte de la de facto República Popular de Lugansk y luego ilegalmente integrado en Rusia como parte de la República Popular de Lugansk rusa.

## Geografía
Yasenivski está a orillas del río Mala Kamianka, 15 km al sureste de Rovenki y 45 km al suroeste de Lugansk.

## Historia
Yasenivski fue fundado en 1892 como un asentamiento de mineros, inicialmente llamado Lobovka (en ucraniano: Лобовка). 
En 1938 el lugar se elevó a un asentamiento de tipo urbano, al mismo tiempo el lugar se cambió a Shakhty No. 33-37 ( Шахти N33-37). Luego se cambia el nombre al nombre actual en 1954, que se deriva de la palabra ucraniana Yasen (en ucraniano: Ясен) para ceniza.  
En 2014, durante la guerra del Dombás, los separatistas prorrusos tomaron el control de Yasenivski y desde entonces está controlado por la autoproclamada República Popular de Lugansk.

## Demografía
La evolución de la población entre 1989 y 2022 fue la siguiente:
| 11 424                                                        | 9017 | 9035 | 8957 | 8943 |
| (Fuente: Cities & Towns of Ukraine y UKRAINE: Größere Städte) |      |      |      |      |

Según el censo de 2001, la lengua materna de la mayoría de los habitantes, el 82,98%, es el ruso; del 16,66% es el ucraniano.

## Economía
En el territorio de la aldea hay una empresa minera de carbón, la mina que lleva el nombre de VV Vajrushev, que forma parte de la gestión de la mina Yasenivske de DTEK Rovenkyanthracite LLC, que se puso en funcionamiento en 1954.

## Infraestructura

### Transporte
Se encuentra a 2 km de la estación de tren Lobovskie Kopi, en la línea Debáltseve-Lijaya.